# باسخن (باسخن)
باسخن (بالفارسية: پاسخن) هي قرية تقع في إيران في البلدة المركزية. يقدر عدد سكانها بـ 1,657 نسمة .